# Mattan II
Mattan II est un roi de  Tyr  vers 730 av. J.-C. 

## Règne
La dernière mention de Tyr contemporaine au roi Teglath-Phalasar III indique l'existence d'un roi « Mitanna » cest-à-dire Mattan (II). Le roi d'Assyrie lui dépêche un envoyé chargé de percevoir le tribut. Il est possible que Mattan II succède à Hiram II peu après la campagne contre le royaume de Damas de 737/733.

## Sources
- Véronique Krings, La civilisation phénicienne et punique : manuel de recherche, Brill, 1995.  (ISBN 9004100687)
- Sabatino Moscati, Les Phéniciens, Librairie Arthème, Fayard, 1971.  (ISBN 2501003543)